# Rhomphaea tanikawai
Rhomphaea tanikawai là một loài nhện trong họ Theridiidae.
Loài này thuộc chi Rhomphaea. Rhomphaea tanikawai được Hajime Yoshida miêu tả năm 2001.

## Hình ảnh

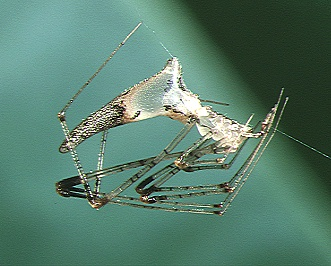
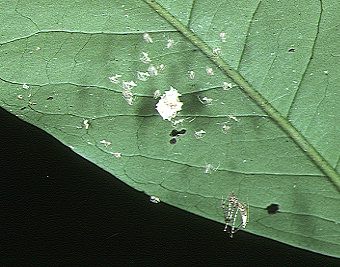